# Lars Söderberg (boxare)
För andra betydelser, se Lars Söderberg.
Lars Gustaf Åke Söderberg, född 28 augusti 1912 i Hammarby församling i Stockholms län, död 30 november 1970 i Almby församling i Örebro, var en svensk polisman och boxare.
Lars Söderberg boxade för Örebro AK till och med 1932 samt därefter för BK Kelly i Örebro. Han vann SM i lätt tungvikt åren 1932–1934 och under tiden 1932–1936 vann han tio av de tolv gånger han tävlade i landslaget. Han var sekreterare i BK Kelly.
Han var från 1938 till sin död gift med Gunhild Eleonora Elisabet Roos (1910–1996). Makarna är begravda på Längbro kyrkogård i Örebro.